# Oddity
Oddity es un próximo videojuego de rol. Su desarrollo se anunció por primera vez en 2008 como Mother 4, un fangame no oficial de la serie Mother de Nintendo. En el transcurso del desarrollo, el juego eliminó sus vínculos con la serie y se renombró como una entidad propia a principios de 2020. No tiene fecha de lanzamiento establecida.

## Gameplay
El juego tiene lugar en Pleiades, un país ficticio basado en los Estados Unidos, a principios de la década de 1970, cuando un niño llamado Travis Fields deja su ciudad de Belring para unirse a otros tres personajes, Meryl, Floyd y Leo, para descubrir el misterio que rodea a los "Hombres Modernos". Su música y efectos visuales son similares en estilo a la serie Mother.

## Desarrollo
Cerca del final de su desarrollo, el creador de la serie Mother, Shigesato Itoi, anunció que Mother 3 (2006) sería la última entrega de la serie. Mientras que los fanáticos de la serie presionaron a Nintendo por una secuela, la compañía no estaba interesada y en marzo de 2008, los fanáticos anunciaron que desarrollarían su propia entrega llamada Mother 4.  En una vista previa del juego, Kotaku describió el fangame como visualmente impresionante y fiel a la serie, desde el diseño del entorno hasta la música, con una nueva banda sonora de nueve pistas. Originalmente, se esperaba que el juego se lanzara a fines de 2014, pero se retrasó varias veces. En 2015, el equipo de desarrollo constaba de ocho miembros que trabajaban a tiempo parcial, de forma voluntaria sin compensación. Mother 4 se planeó como un juego independiente, sin necesidad de emulador, para Microsoft Windows, OS X y Linux sin costo alguno. 
En 2017, el equipo anunció que el título ya no era un fangame, y en 2020, el juego pasó a llamarse Oddity sin relación formal con la serie Mother. No tiene fecha de lanzamiento establecida. 
El equipo de desarrollo no ha proporcionado actualizaciones desde diciembre de 2020.